# فصل الهواء

مكونات الهواء الجوي الجاف

تعمل محطات فصل الهواء على فصل الهواء الجوي إلى مكوناته الأولية، عادة النيتروجين والأكسجين وفي بعض الأحيان أيضا الأرجون وغيره من الغازات الخاملة النادرة.
الأسلوب الأكثر شيوعًا لفصل الهواء هو التقطير المتقطع. وتبنى وحدات فصل الهواء المبردة (ASUs) لتوفر النيتروجين أو الأكسجين وكثيرا ما تشارك في إنتاج الأرجون. الأساليب الأخرى مثل الغشاء، امتزاز تأرجح الضغط (PSA) وامتزاز تأرجح الضغط في الفراغ (VPSA) يتم استخدامهم تجاريًا لفصل عنصر واحد من الهواء العادي. أما الغازات عالية النقاء كالأكسجين، النيتروجين، والأرجون المستخدمة في تصنيع أجهزة أشباه الموصلات فتتطلب التقطير المبرد. وبالمثل، فإن المصدر الوحيد للغازات النادرة كالنيون والكريبتون و الزينون هو تقطير الهواء باستخدام اثنين على الأقل من أعمدة التقطير.

## عملية التقطير المبرد

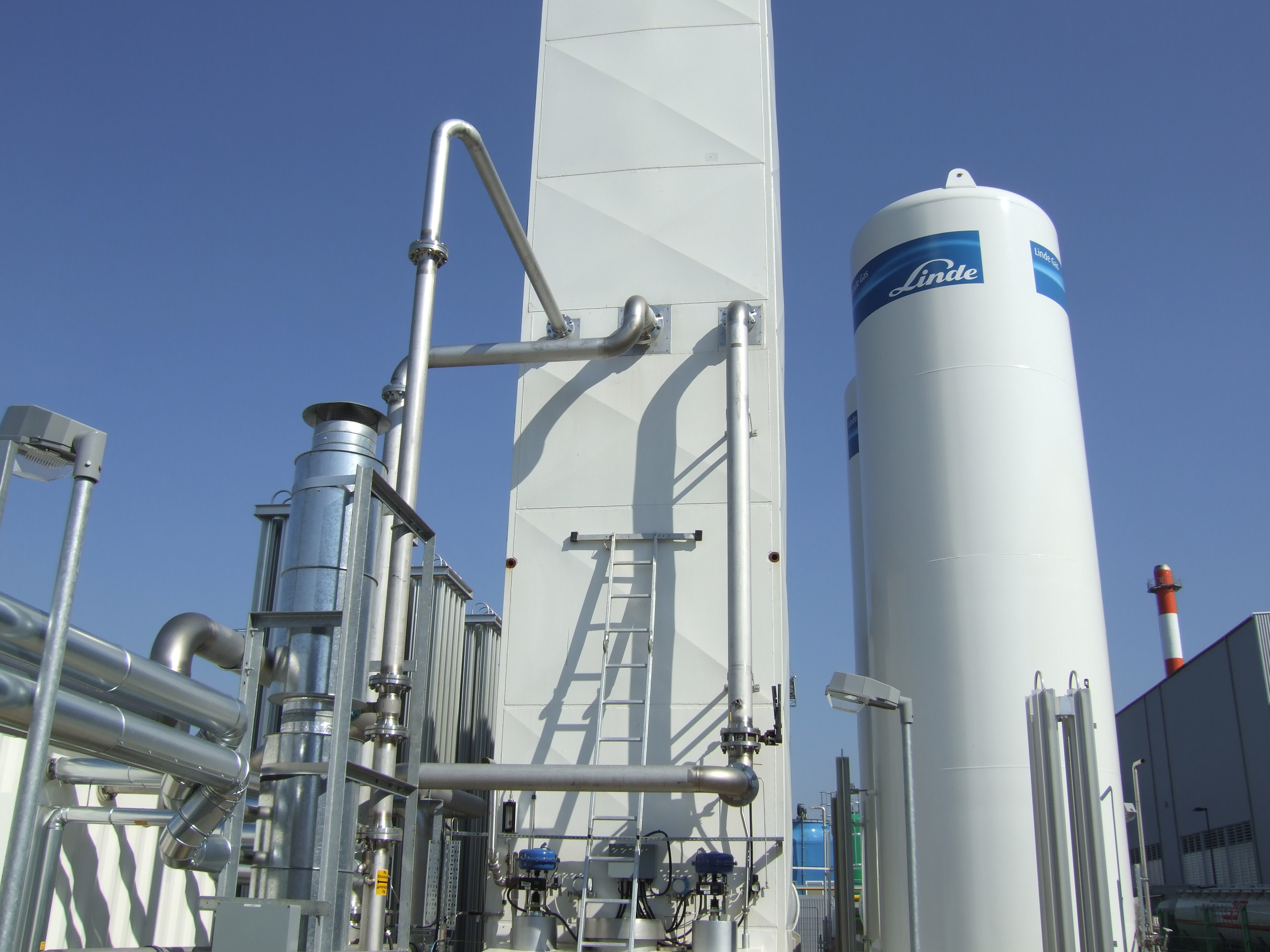
عمود التقطير في مصنع فصل الهواء المبرد

يمكن فصل الغازات النقية عن الهواء عن طريق تبريدها أولا حتى الإسالة ثم تقطيرالمكونات انتقائيا في درجات غليانهم المختلفة، ويمكن أن تنتج هذه العملية غازات عالية النقاء ولكن كثيفة الاستهلاك للطاقة، وكان رائد هذه العملية الدكتور كارل فون لينده في أوائل القرن العشرين، وما زالت تستخدم حتى اليوم في إنتاج غازات عالية النقاء.
وتتطلب عملية الفصل المبردة تكاملا عال جدا من المبادلات الحرارية وأعمدة الفصل للحصول على كفاءة جيدة، ويتم توفير كل الطاقة اللازمة للتبريد عن طريق ضغط الهواء في مدخل الوحدة.
لتحقيق درجة حرارة التقطير المنخفضة تتطلب وحدة فصل الهواء دورة تبريد تعمل عن طريق تأثير جول–طومسون، ويجب أن تبقى معدات التبريد داخل وعاء معزول (يسمى عادة "الصندوق البارد").
ويتطلب تبريد الغازات كمية كبيرة من الطاقة لجعل دورة التبريد تعمل، ويتم توفير هذه الطاقة عن طريق ضاغط للهواء. وتستخدم وحدات فصل الهواء المبردة (ASUs) الحديثة توربينات تمدد  للتبريد؛ ويساعد إخراج الممدد في حركة ضاغط الهواء من أجل تحسين الكفاءة. وتتكون العملية من الخطوات الرئيسية التالية:
1. قبل ضغط الهواء يتم تصفيته من الغبار.
2. يتم ضغط الهواء حيث ضغط التوصيل النهائي يتم تحديده عن طريق العوائد وحالة المائع (غاز أو سائل)، وتتراوح الضغوط النموذجية بين 5 و 10 بار، وقد يتم ضغط تيار الهواء إلى ضغوط مختلفة لتعزيز كفاءة وحدات فصل الهواء المبردة، وأثناء الضغط يتم تكثيف الماء في مبردات بين كل مرحلة.
3. يمر الهواء في العملية عموما من خلال مدخل المنخل الجزيئي الذي يزيل ما تبقى من بخار الماء، وكذلك ثاني أكسيد الكربون، التي من شأنها أن تجمد مكونات معدات التبريد. المناخل الجزيئية غالبا ما تكون مصممة لإزالة أي هيدروكربونات غازية من الهواء، حيث يمكن أن تكون هذه مشكلة في عملية تقطير الهواء اللاحقة التي يمكن أن تؤدي إلى انفجارات.[بحاجة لمصدر] ويجب أن يتم تجديد مناخل الهواء الجزيئية، حيث يتم ذلك عن طريق تركيب وحدات متعددة تعمل في الوضع بالتناوب وباستخدام غاز داف معاد تكوينه من النفايات لامتصاص الماء.
4. يتم تمرير الهواء من خلال مبادل حراري متكامل (عادة ما تكون لوحة زعنفة المبادل الحراري) وتبريده ضد المنتج (النفايات) والتيارات المبردة. ويسيل جزء من الهواء على شكل سائل غني بالأكسجين، ويكون الغاز المتبقي غنيا بالنيتروجين، ويتم تقطيره إلى نيتروجين نقي تقريبا (عادة < 1 جزء في المليون) في عمود تقطير ذي ضغط مرتفع (HP). ويتطلب مكثف هذا العمود التبريد التي يتم الحصول عليها من توسيع المزيد من التيارات الأخرى الغنية بالأكسجين عبر صمام أو من خلال الموسع (عكس الضاغط).
5. بالتبادل المكثف قد يتم تبريده بالحرارة المتبادلة عن طريق معيد غليان في عمود تقطير ذي ضغط منخفض (LP) (يعمل تحت ضغط 1.2-1.3 بار.) عندما تنتج وحدات فصل الهواء المبردة (ASU) الأكسجين النقي. للتقليل من تكلف الضغط فإن أعمدة كل من المكثف ومعيد الغليان  يجب أن تعمل تحت فرق في درجة الحرارة فقط 1-2 كلفن، وتتطلب مبادلات حرارية في لوحة الزعنفة من النحاس والألومنيوم. نموذجية درجة نقاء الأكسجين تتراوح من 97.5% إلى 99.5% وتؤثر على استرداد أقصى قدر من الأكسجين. التبريد المطلوب لإنتاج المنتجات السائلة يتم الحصول عليها باستخدام تأثير جول–طومسون في المتوسع الذي يغذي الهواء المضغوط مباشرة إلى انخفاض ضغط عمود. ومن ثم فإن جزءا معينا من الهواء لا يمكن فصله ويجب ترك عمود الضغط المنخفض كتيار نفايات عن القسم العلوي.
6. لأن نقطة غليان الأرجون (87.3 كلفن في الظروف القياسية) تقع بين نقطة الأكسجين (90.2 كلفن) ونقطة النيتروجين (77.4 كلفن)، فإن الأرجون يتراكم في الجزء السفلي من عمود الضغط المنخفض. عند إنتاج الأرجون يتم سحب البخار الجانبي من همود الضغط المنخفض حيث تركيز الأرجون أعلى. يتم إرساله إلى عمود آخر لتصحيح الأرجون إلى درجة النقاء المطلوبة للسائل حيث يتم إعادته إلى نفس الموقع من عمود الضغط المنخفض. استخدام معبئات حديثة التي تمتلك ضغطا منخفضا جدا تسمح بوجود أرجون مع درجة شوائب أقل من 1 في المليون. على الرغم من وجود الأرجون في أقل من 1 ٪ من النواتج، إلا أن عمود الأرجون يتطلب كمية كبيرة من الطاقة بسبب ارتفاع نسبة الارتداد المطلوبة (حوالي 30) في عمود الأرجون. تبريد عمود الأرجون يمكن توفيره من سائل بارد متمدد أو بواسطة النيتروجين السائل.
7. أخيرا المنتجات التي تنتج في شكل غاز يتم تدفئتها ضد الهواء الوارد إلى درجات الحرارة المحيطة. هذا يتطلب تكامل في العناية بدرجة الحرارة حيث يجب أن يتم السماح بالقوة ضد الاضطرابات (بسبب التحول من مدخل المنخل الجزيئي[6]). قد تتطلب أيضا تبريد خارجي إضافي أثناء بدء التشغيل.

ويتم توفير المنتجات المفصولة في بعض الأحيان عن طريق خط أنابيب إلى المستخدمين الصناعيين الكبار بالقرب من مصنع الإنتاج، ويتم نقل المنتجات لمسافات طويلة عن طريق شحن السائل المنتج بكميات كبيرة أو قوارير ديوار أو اسطوانات الغاز بكميات قليلة.

## العمليات غير المبردة
بوفر امتزاز تأرجح الضغط فصل الأكسجين أو النيتروجين من الهواء دون الحاجة إلى الإسالة. تعمل هذه العملية في درجة الحرارة المحيطة؛ الزيوليت (إسفنج جزيئي) يتعرض إلى هواء ذي ضغط مرتفع، ثم يتم ترك الهواء وترك طبقة من الغاز الممتص. ويقل حجم الضاغط كثيرا من خلال مصنع الإسالة ومكثفات الأكسجين المحمولة تتم في هذه الطريقة لتوفير هواء غني بالأكسجين للأغراض الطبية. امتزاز اهتزاز الفراغ هي عملية مماثلة، ولكن الغاز الناتج تطور من الزيوليت في ضغط أقل من الضغط الجوي.
يمكن أن توفر التقنيات الغشائية طرق بديلة منخفضة الطاقة لفصل الهواء. على سبيل المثال عدد من الطرق التي يجري استكشافها من أجل توليد الأكسجين. وقد تكون الأغشية البوليمرية التي تعمل في درجة الحرارة المحيطة أو درجات الحرارة الدافئة، على سبيل المثال، قادرة على إنتاج هواء غني بالأكسجين (25-50 ٪ الأكسجين). ويمكن أن توفر الأغشية الخزفية أكسجين عال النقاء (90% أو أكثر) ولكن تتطلب درجات حرارة أعلى (800-900 درجة مئوية) للعمل. وتشمل هذه الأغشية الخزفية أغشية نقل الأيونات (ITM)، وأغشية نقل الأكسجين (OTM). منتجات الهواء والمنتجات الكيميائية وشركة براكسير تقوم بتطوير وحدة ITM ونظم أنبوبية OTM، على التوالي.
يستخدم فصل الغاز بالغشاء لتوفير غازات فقيرة بالأكسجين وغنية بالنيتروجين بدلا من الهواء لملء خزانات الوقود الخاصة بالطائرات التجارية، وبالتالي الحد بشكل كبير من فرص الحرائق العرضية. على العكس من ذلك، يستخدَم فصل غشاء الغاز حاليا لتوفير هواء غني بالأكسجين إلى الطيارين الذين يحلقون على ارتفاعات كبيرة في طائرات بدون كابينة مضغوطة.

## التطبيقات
كميات كبيرة من الأكسجين مطلوبة في مشاريع تغويز الفحم؛ المصانع المبردة التي تنتج 3000 طن/يوم نجدها في بعض المشاريع. في صناعة الصلب الأكسجين لازم لفرن الأكسجين القاعدي. كميات كبيرة من النيتروجين مع شوائب أكسجين منخفضة  تستخدم لجعل خزانات السفن وخزانات المنتجات البترولية خاملة، أو لحماية المنتجات النفطية الصالحة من الأكسدة.